# Baranów (powiat Grodziski)
Baranów is een dorp in het Poolse woiwodschap Mazovië, in het district Grodziski (Mazovië). De plaats maakt deel uit van de gemeente Baranów en telt 434os. [31.12.2005] inwoners.